# Mesogobius batrachocephalus
Mesogobius batrachocephalus är en fiskart som först beskrevs av Pallas, 1814.  Mesogobius batrachocephalus ingår i släktet Mesogobius och familjen smörbultsfiskar. IUCN kategoriserar arten globalt som livskraftig. Inga underarter finns listade i Catalogue of Life.